# Platysteira laticincta
El batis carunculado de Bamenda (Platysteira laticincta) es una especie de ave en la familia Platysteiridae.

## Distribución y hábitat
Es endémica de las tierras altas de Bamenda en el oeste de Camerún. Su hábitat natural son los bosques montanos húmedos subtropicales o tropicales. Se encuentra amenazada por perdida de hábitat.